# إنسرجينسي
إنسرجينسي (بالإنجليزية: Insurgency)‏ هي لعبة فيديو من نوع تصويب منظور الشخص الأول، تم تطويرها ونشرها بواسطة نيو ورلد إنتراكتيف تم إصدار اللعبة بتاريخ 22 يناير 2014 ، وتعمل على منصات مايكروسوفت ويندوز، لينكس وأو إس إكس.

## المبيعات
اعتبارًا من يوليو 2017 ، حوالي 3.76 مليون شخص قام بشراء اللعبة على منصة ستيم وفقا لأندرو سبرين المدير الإبداعي لـنيو ورلد إنتراكتيف ، وقد تم بيع حوالي 400,000 نسخة في الأشهر الثمانية الأولى من أطلاق اللعبة.